# The Greatest Gift
The Greatest Gift es un álbum recopilatorio de Scratch Acid, conteniendo todo su material (grabado), y una canción inédita. Fue lanzado en 1991, unos años luego de la separación de la banda en 1987.
La canción inédita, "The Scale Song", fue grabada en diciembre de 1982 y es probablemente la primera grabación de la banda.

## Lista de canciones
- Pistas 1-8: Scratch Acid
- Pistas 9-21: Just Keep Eating
- Pistas 22-27: Berserker

1. "Cannibal" – 2:24
2. "Greatest Gift" – 2:11
3. "Monsters" – 1:19
4. "Owner's Lament" – 4:39
5. "She Said" – 2:27
6. "Mess" – 2:22
7. "El Espectro" – 3:39
8. "Lay Screaming" – 2:47
9. "Crazy Dan" – 4:13
10. "Eyeball" – 2:06
11. "Big Bone Lick" – 3:48
12. "Unlike a Baptist" – 2:31
13. "Damned for All Time" – 2:05
14. "Ain't That Love" – 2:23
15. (untitled) – 0:29
16. "Holes" – 2:00
17. "Albino Slug" – 3:26
18. "Spit a Kiss" – 2:02
19. "Amicus" – 3:15
20. "Cheese Plug" – 2:45
21. (untitled) – 2:20
22. "Mary Had a Little Drug Problem" – 2:16
23. "For Crying out Loud" – 3:06
24. "Moron's Moron" – 3:13
25. "Skin Drips" – 2:42
26. "This Is Bliss" – 2:16
27. "Flying Houses" – 3:08
28. "The Scale Song" – 3:04